# Малинова Олена Борисівна
Олена Борисівна Малинова (нар. 1924 — пом. 1987) — радянська та українська шахістка. Майстер спорту СРСР (1960). Триразова чемпіонка України із шахів серед жінок 1957, 1960 та 1962 років.

## Біографія
Проживала у Києві. За професією лікар-ренгенолог.
Виступала за ДСТ «Спартак» (Київ).
Учасниця 6-ти чемпіонатів СРСР із шахів 1951, 1953, 1954, 1957, 1958 і 1962 років (чемпіонат 1957 р. одночасно був зональним турніром. Найкращий результат — розподіл 11—12 місць у 1953 році.
Багаторазова учасниця чемпіонатів України із шахів серед жінок. Триразова їх переможниця 1957, 1960 та 1962 років, а також бронзова призерка 1953, 1954, 1955 та 1975 років.
У складі збірної Української РСР учасниця таких змагань:

- 2-х командних чемпіонатів СРСР (1960, 1962). У чемпіонаті 1960 року посіла 2-ге місце в особистому заліку (виступала на 1-й жіночій шахівниці).
- матчах проти збірної Болгарії у 1962 і 1965 роках.

## Турнірні результати
| Рік  | Місце проведення | Турнір                                                                | Результат | + | —  | = | Місце    |
| ---- | ---------------- | --------------------------------------------------------------------- | --------- | - | -- | - | -------- |
| 1947 | Київ             | 7-й чемпіонат України                                                 | 5½ з 10   | 5 | 4  | 1 | 5 — 6    |
| 1948 | Київ             | 8-й чемпіонат України                                                 | 8 з 13    | 7 | 4  | 2 | 5 — 6    |
| 1950 | Київ             | 10-й чемпіонат України (півфінал)                                     | 7 з 10    |   |    |   | Silver   |
|      | Київ             | 10-й чемпіонат України                                                | 8½ з 14   | 6 | 3  | 5 | 6 — 7    |
| 1951 | Київ             | 11-й чемпіонат України                                                | 8 з 14    | 6 | 4  | 4 | 4 — 7    |
|      | Київ             | 11-й чемпіонат СРСР                                                   | 6½ з 17   | 5 | 9  | 3 | 15 — 17  |
| 1952 | Київ             | 12-й чемпіонат України                                                | 9½ з 15   | 8 | 4  | 3 | 4        |
| 1953 | Київ             | 13-й чемпіонат України                                                | 11 з 17   | 9 | 4  | 4 | — 4      |
|      | Ростов-на-Дону   | 13-й чемпіонат СРСР                                                   | 7 з 17    | 5 | 8  | 4 | 11 — 12  |
| 1954 | Київ             | 14-й чемпіонат України                                                | 10 з 14   | 9 | 3  | 2 | — 4      |
|      | Краснодар        | 14-й чемпіонат СРСР                                                   | 8 з 19    | 6 | 9  | 4 | 12 — 16  |
| 1955 | Київ             | 15-й чемпіонат України                                                | 9 з 14    | 8 | 4  | 2 | — 5      |
| 1956 | Київ             | 16-й чемпіонат України                                                | 10½ з 17  |   |    |   | 4 — 7    |
| 1957 | Київ             | 17-й чемпіонат України                                                | 13 з 17   |   |    |   | Gold     |
|      | Свердловськ      | півфінал 17-го чемпіонату СРСР                                        | 11 з 15   |   |    |   | 2        |
|      | Вільнюс          | 17-й чемпіонат СРСР                                                   | 7 з 17    | 3 | 6  | 8 | 14       |
| 1958 | Київ             | 18-й чемпіонат України                                                | 9 з 17    |   |    |   | 8 — 10   |
|      | Харків           | 18-й чемпіонат СРСР                                                   | 8½ з 20   | 5 | 8  | 7 | 17       |
| 1959 | Київ             | 19-й чемпіонат України                                                | 10½ з 17  | 9 | 5  | 3 | 5 — 8    |
| 1960 | Київ             | 20-й чемпіонат України                                                | 12½ з 17  | 9 | 1  | 7 | Gold     |
| 1961 | Київ             | 21-й чемпіонат України                                                | 9 з 17    | 6 | 5  | 6 | 8-9      |
| 1962 | Київ             | 22-й чемпіонат України                                                | 9 з 17    | 5 | 4  | 8 | [ 1 ]    |
| 1962 | Чернігів         | півфінал 22-го чемпіонату СРСР (Всесоюзний чемпіонат СТ "Спартак")    | 9 з 14    | 6 | 2  | 6 | Silver   |
|      | Рига             | 22-й чемпіонат СРСР                                                   | 4½ з 19   | 1 | 11 | 7 | 20       |
| 1963 | Київ             | 23-й чемпіонат України                                                | 9 з 15    |   |    |   | 5        |
| 1973 | Долінка          | півфінал 33-го чемпіонату СРСР (Всесоюзний чемпіонат СТ "Буревісник") | 5 з 18    | 3 | 11 | 4 | 17 — 18  |
| 1975 | Львів            | 35-й чемпіонат України                                                | 5 з 7     |   |    |   | 2 — 6 () |